# Siamese Dream
Siamese Dream is het tweede studioalbum van de Amerikaanse rockband The Smashing Pumpkins. Het betekende de doorbraak van de band en geldt nu als één van de mijlpalen van de alternatieve rockmuziek. 
Het album kwam tot stand terwijl de band geplaagd werd door persoonlijke problemen: bandleider Billy Corgan kampte met een depressie, de relatie tussen gitaristen James Iha en D'arcy Wretzky liep stuk en drummer Jimmy Chamberlin worstelde met een heroïneverslaving. Daarnaast was de druk op de band extra groot nadat de media de band na het succesvolle debuut Gish al tot "de nieuwe Nirvana" had gebombardeerd.
Niettemin werd de plaat een groot succes bij zowel het grote publiek als bij de critici. Zo stond de plaat op nummer 1 van de 'eindejaarslijst' van muziekblad OOR in 1993. In de 2020-editie van Rolling Stone 500 Greatest Albums Of All Time stond het album op nummer 341.

In 1997 behaalde Siamese Dream in Nederland de gouden status na de verkoop van meer dan 50.000 exemplaren. 

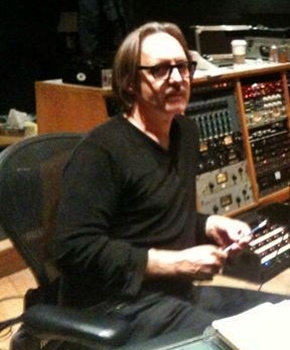
Butch Vig produceerde net als Gish ook Siamese Dream

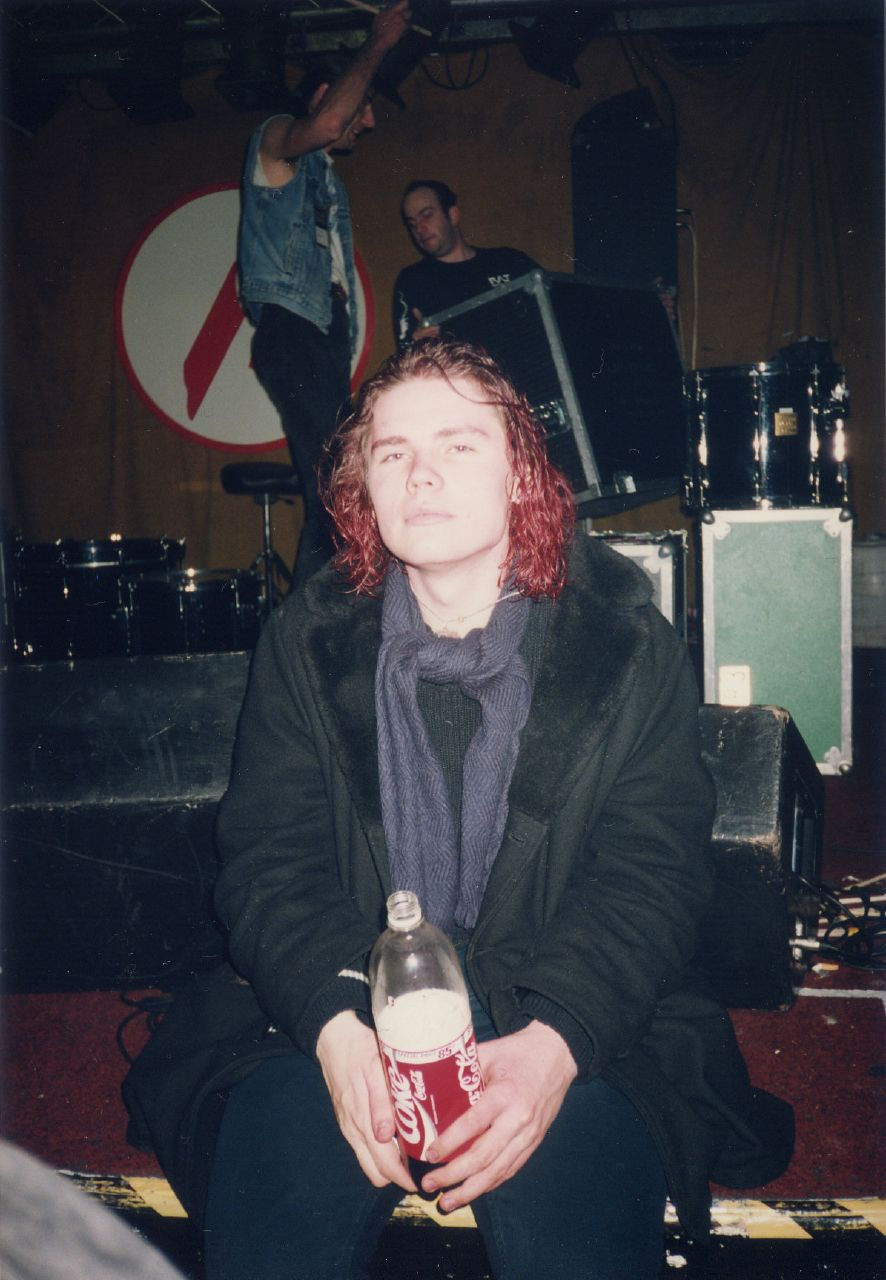
Billy Corgan in 1992

## Track listing
| 1.                 | Cherub Rock | 4:58 |
| 2.                 | Quiet       | 3:41 |
| 3.                 | Today       | 3:19 |
| 4.                 | Hummer      | 6:57 |
| 5.                 | Rocket      | 4:06 |
| 6.                 | Disarm      | 3:17 |
| 7.                 | Soma        | 6:39 |
| 8.                 | Geek U.S.A. | 5:13 |
| 9.                 | Mayonaise   | 5:49 |
| 10.                | Spaceboy    | 4:28 |
| 11.                | Silverfuck  | 8:43 |
| 12.                | Sweet Sweet | 1:38 |
| 13.                | Luna        | 3:20 |
| Totale duur: 62:08 |             |      |